# Józef Marian Mazanowski
Józef Marian Mazanowski, właśc. Marian Mazanowski (ur. 10 czerwca 1899 we Lwowie, zm. 20 kwietnia 1919 tamże) – podporucznik piechoty Wojska Polskiego. Uczestnik obrony Lwowa podczas wojny polsko-ukraińskiej. Był odznaczony Orderem Virtuti Militari oraz czterokrotnie Krzyżem Walecznych.

## Życiorys

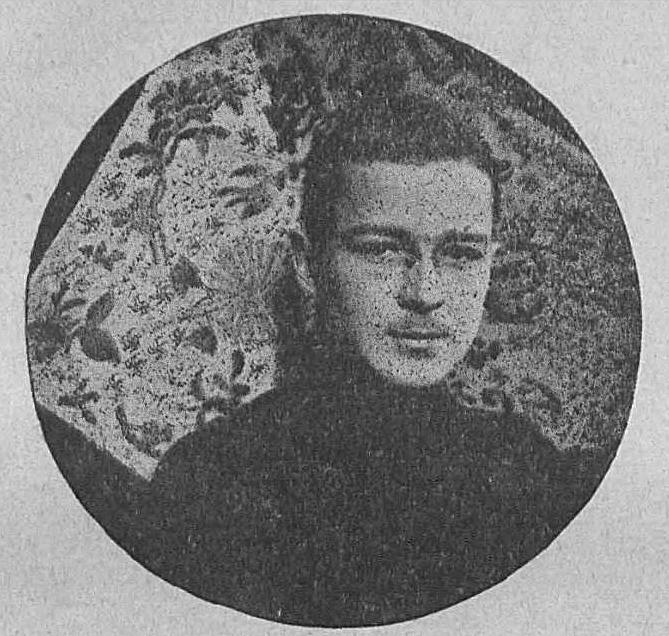
Józef Mazanowski przed wojną

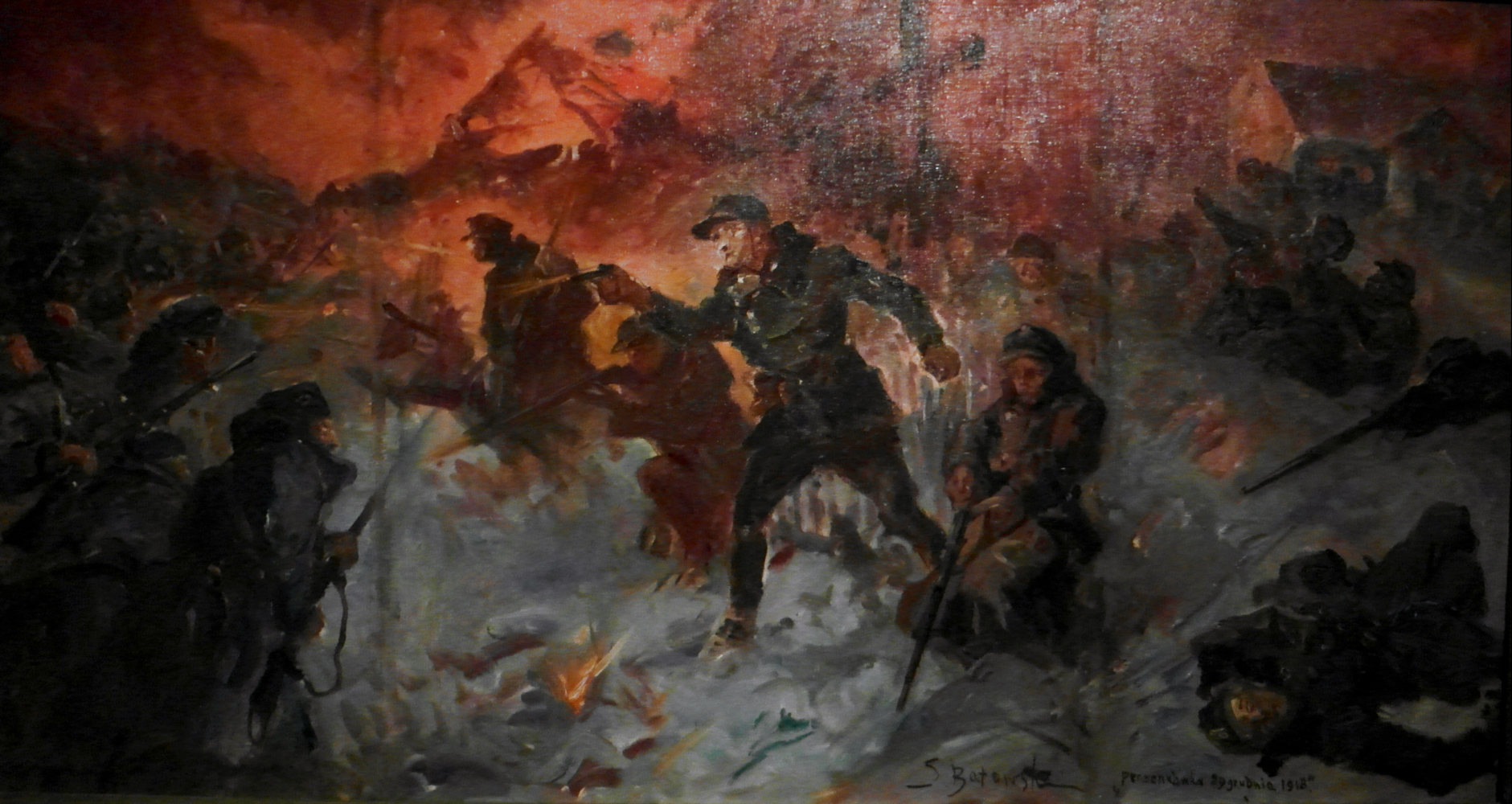
Postrzelenie ppor. Józefa Mazanowskiego w obronie Persenkówki – uwiecznione na obrazie Stanisława Batowskiego

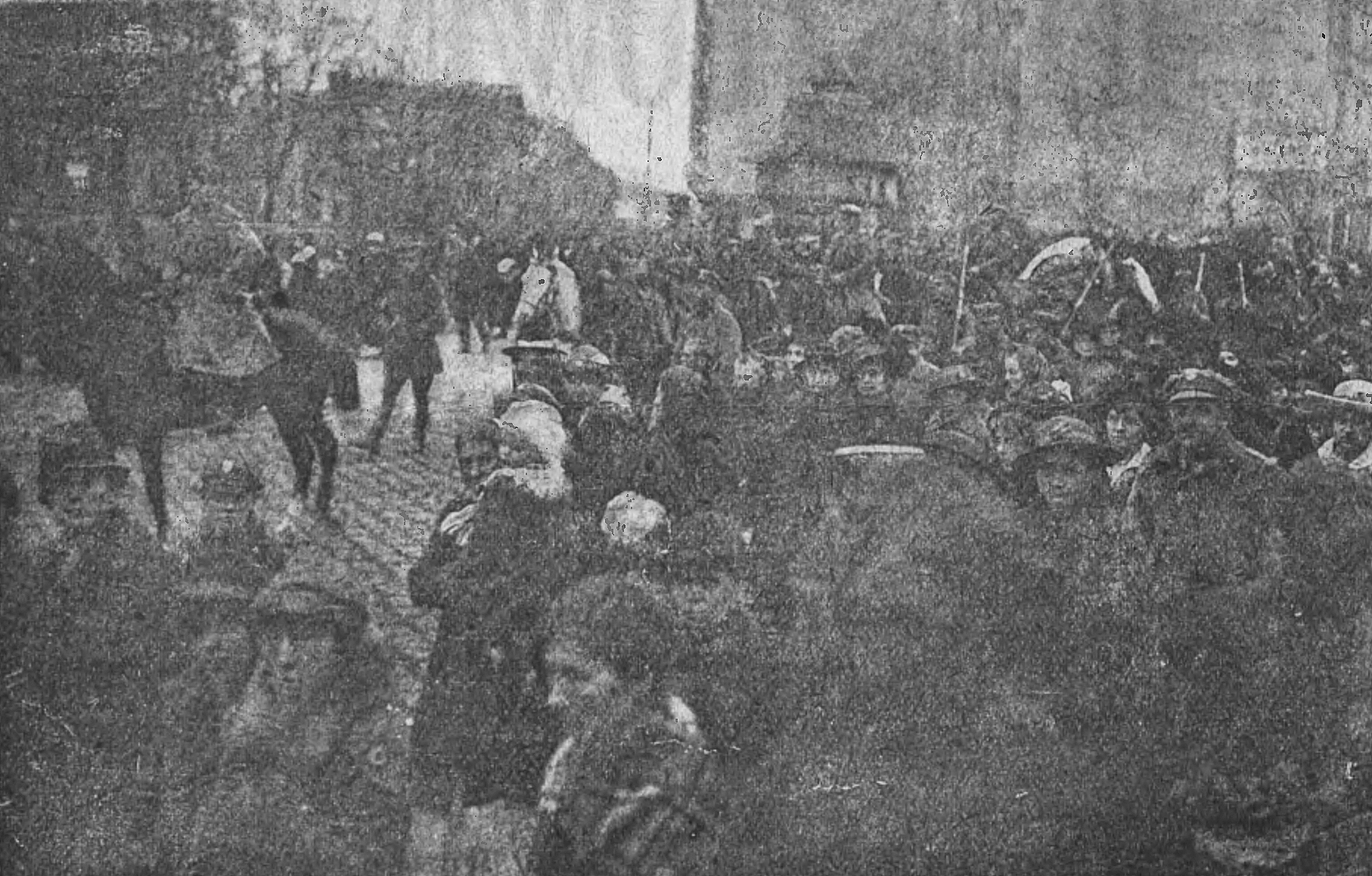
Pogrzeb Józefa Mazanowskiego

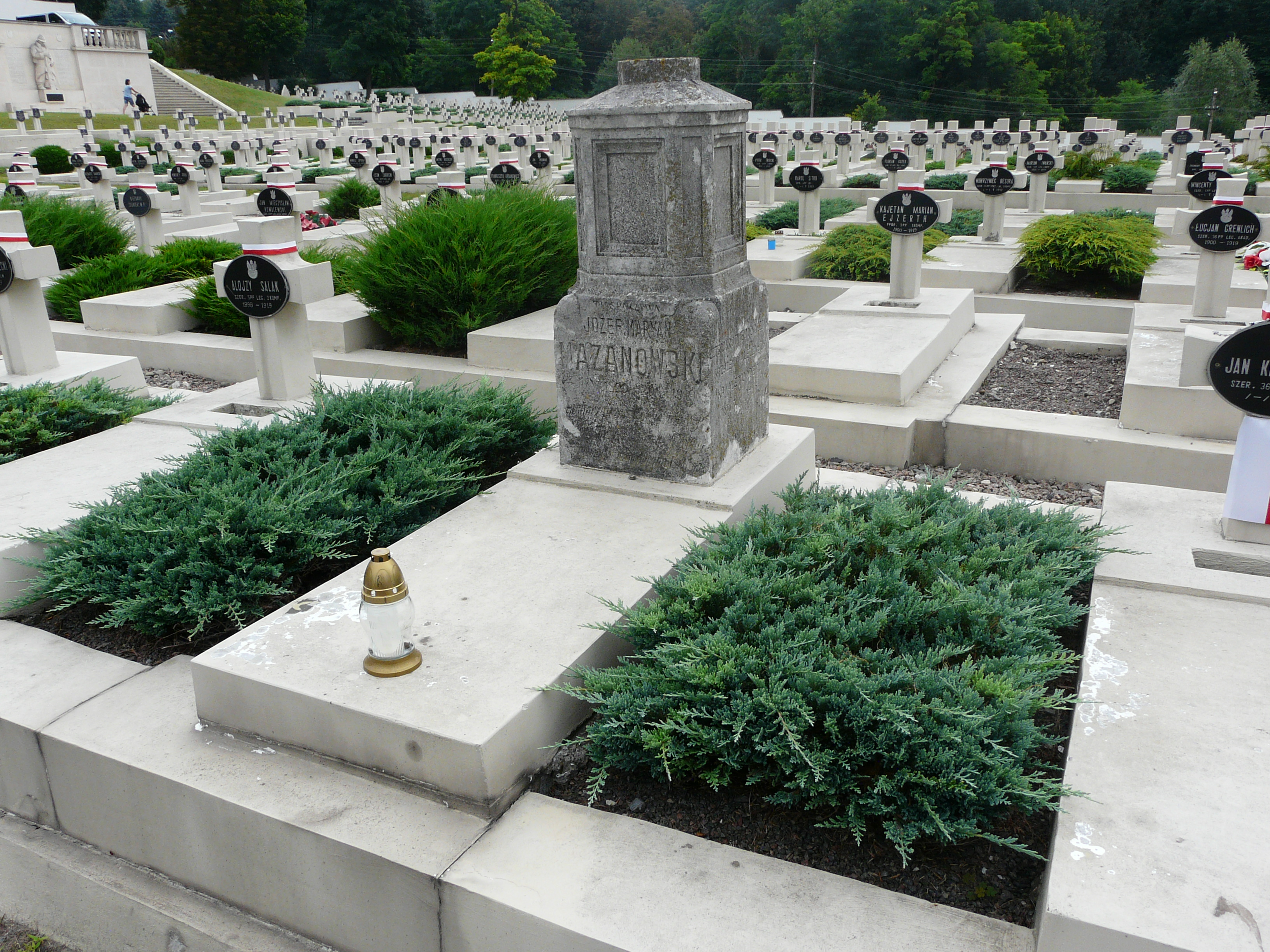
Nagrobek Józefa Mazanowskiego

Urodził się 10 czerwca 1899 we Lwowie. Był synem Aleksandra i Wandy z domu Lewickiej. W młodości pisał poezje i rozwijał talent muzyczny, w związku z czym przepowiadano mu przyszłość artystyczną. Był uczniem prof. Viléma Kurza. Władał językami obcymi, niemieckim, angielskim, francuskim. Jako Marian Mazanowski od 1909 do roku szkolnego 1916/1917 w klasach I-VIII kształcił się w III Gimnazjum im. Franciszka Józefa we Lwowie. W roku szkolnym 1916/1917 zdał chlubnie egzamin dojrzałości w terminie nadzwyczajnym w ramach tzw. matur wojennych. 
Podczas I wojny światowej, tuż po zdaniu matury w roku szkolnym 1916/1917 został wcielony do C. K. Armii. Służył jako jednoroczny ochotnik w 11 pułku haubic. Odbył studia w instytucie oficerskim artylerii i złożył egzamin z odznaczeniem. Został skierowany do działań na froncie wschodnim. Podczas zdobywania Nikołajewa pod Odessą został trafiony kulą dum-dum i odniósł ciężkie rany płuc. Początkowo był leczony na miejscu, a potem we Lwowie i w Zakopanem. Podjął studia na Wydziale Prawa Uniwersytetu Lwowskiego. 
U kresu wojny, około września 1918 w stopniu chorążego został zaprzysiężony do zorganizowanej przez por. Romana Abrahama, pierwszej dziesiątki organizacji Polskie Kadry Wojskowe. W listopadzie 1918 uczestniczył w obronie Lwowa podczas wojny polsko-ukraińskiej. Wraz z oddziałem rtm. Romana Abrahama brał udział w zdobyciu Góry Stracenia. Tam został dowódcą plutonu liniowego, odpowiadającego za część obronną. W okresie od 10 do 13 listopada wyróżniał się w walkach obronny placówki. 14 listopada odznaczył się w walkach odzyskujących Kleparów i Zamarstynów. W wydanych 14 i 17 listopada rozkazach Naczelnej Komendy Obrony Lwowa otrzymał wyrazy uznania. W kolejnych dniach, wraz z towarzyszami (tzw. „Straceńcy” lub „trupie główki” albo „rycerze śmierci”), prowadził akcje uniemożliwiające ich odcięcie w zdobytej placówce. Nocą 21/22 listopada prowadzony m.in. przez niego wypad dotarł do placu Zbożowego, a w dalszym ciągu tej nocy wspólnie z kilkoma Polakami ruszył w stronę rynku głównego, zajął przed godz. 3 budynek teatru, następnie Plac św. Ducha z odwachem, nad ranem Dom Narodny i ratusz, a o godz. 5:20 lub 5:40 wraz z por. Abrahamem wszedł do ratusza, po czym wspólnie z nim dokonał zdjęcia chorągwi ukraińskich z wieży ratuszowej (będących tam od trzech tygodni) i zawieszenia tamże flagi polskiej. W walkach o Lwów walczył w stopniu chorążego.
Po oswobodzeniu Lwowa w stopniu podporucznika w szeregach 1 pułku piechoty Strzelców Lwowskich brał udział w walkach z Ukraińcami poza miastem, m.in. w miejscowościach Grzybowice, Laszki, Dublany, Sokolniki, Sołonka. 28 grudnia 1918 w nieustępliwej obronie lewego skrzydła Persenkówki, prowadzonej z garstką sześciu żołnierzy, został pod krzyżem ciężko ranny w okolice poniżej biodra, schował się w rowie, a wieczorem tego dnia wzięty do niewoli. Rankiem następnego dnia, po kontrataku oddziału rtm. Abrahama został odbity.
Z raną biodra i uszkodzonymi kośćmi został umieszczony w szpitalu na Politechnice. Pozostawał tam przez dłuższy czas na leczeniu z uwagi na powikłania (w jego trakcie odwiedzany zarówno przez swoich żołnierzy jak i przez osobistości, np. przedstawicieli gen. Josepha Barthélemy’ego czy Heleny Paderewskiej). W rezultacie niezagojonej rany, po niespełna czterech miesiącach cierpień zmarł w niedzielę wielkanocną 20 kwietnia 1919 we Lwowie w wieku niespełna 20 lat. Jego pogrzeb odbył się 23 kwietnia 1919 z kaplicy szpitala WP „Technika” i był wielką manifestacją. Został pochowany na Cmentarzu Obrońców Lwowa (kwatera VIII, miejsce 477, lub 573).
Podczas walk odznaczał się odwagą i stanowczością. Był jednym z najdzielniejszych oficerów oddziału Abrahama. Wielokrotnie wymieniany w zaszczytnych uznaniach w rozkazach i komunikatach Naczelnej Komendy Obrony Lwowa.

## Upamiętnienie
Dekretem z 20 maja 1919 „w uznaniu waleczności i zasług” został pośmiertnie mianowany na stopień porucznika.
Nazwisko por. Józefa Mazanowskiego zostało wymienione na tablicy umieszczonej na Pomniku Obrońców Lwowa na Persenkówce, poległych w dniach 27-30 XII 1918.
Postrzelenie por. Mazanowskiego na Persenkówce utrwalił na obrazie malarz Stanisław Batowski.

## Odznaczenia
- Krzyż Srebrny Orderu Virtuti Militari nr 3208 – pośmiertnie (wymieniony wśród odznaczonych żołnierzy późniejszego 38 pułku piechoty Strzelców Lwowskich, dekoracja dokonana 17 kwietnia 1921 we Lwowie przez gen. broni Tadeusza Rozwadowskiego)[29][2]
- Krzyż Niepodległości – pośmiertnie (4 listopada 1933, za pracę w dziele odzyskania niepodległości)[30]
- Krzyż Walecznych – czterokrotnie[2]
- Srebrny Medal Waleczności – Austro-Węgry (około 1916/1917)[7]